# Greenwheel
Greenwheel és un grup nord-americà de rock alternatiu creat el 1999. Els seus membres són Ryan Jordan (veu/guitarra), Brandon Armstrong (baix), Andrew Dwiggins (guitarra) i Mark Wanninger (guitarra). El grup és original de St. Charles, Missouri (EUA). En un principi, aquest grup sorgit de l'amistat entre companys d'institut s'anomenava Hindsight, per passar després a dir-se Soma Holiday. Tot seguit van publicar un disc amb el mateix nom, que va captar l'atenció del públic. L'any 2000, el grup va passar a anomenar-se Greenwheel i van publicar un disc de demostració que contenia quatre cançons. Van començar a actuar a Nova York i finalment van firmar amb Island Records.
Greenwheel i el productor Jim Wirt van treballar a principis del 2004 en un disc de 16 temes. Malauradament, aquest disc anomenat Electric Blanket mai va arribar a ser publicat perquè el grup va trencar amb la discogràfica. Malgrat tot, el grup va donar accés als seus temes a través del seu lloc web. El grup va passar també a distribuir els seus discs durant els concerts, passant còpies gratuïtament.
Posteriorment, el grup va tornar a gravar el seu disc de debut independent, i el va tornar a publicar el 2005. Malgrat conservar el nom, la llista de cançons era totalment diferent, conservant només dos temes, Drowning Man i Louder Than Words.
A més, el que havia estat bateria del grup, Doug Randall, va abandonar-lo. Drew Bailey va ocupar el seu lloc. També el que havia estat guitarrista del grup, Marc Wanninger, va deixar de formar-ne part, quedant així quatre membres.
El març del 2006, el grup va publicar un disc de curta durada amb cinc temes titulat Bridges For Burning. Aquesta publicació va anar acompanyada d'una gira de cinc mesos.

## Controvèrsia amb "Breathe"
El 2003, alguns fans de Greenwheel es van sorprendre al sentir la cançó Breathe cantada per l'artista Melissa Etheridge, de Island Records. Molta gent es pensava que l'havia plagiat. El grup va haver de desmentir-ho, ja que havien cobrat els drets d'autor. A més, van donar el seu suport a l'artista. Breathe era el primer senzill del disc Lucky publicat el 2004 per Etheridge. El tema va tenir una gran acollida i fins i tot va ser nominat per a un premi Grammy.

## Discografia
| Any  | Títol               | Tipus                                          | Discogràfica   |
| ---- | ------------------- | ---------------------------------------------- | -------------- |
| 2000 | Soma Holiday        | Disc de llarga durada                          | Independent    |
| 2001 | Hello               | Disc de curta durada                           | Island Records |
| 2002 | Shelter             | Senzill                                        | Island Records |
| 2002 | Soma Holiday        | Disc de llarga durada                          | Island Records |
| 2002 | Breathe             | Senzill                                        | Island Records |
| 2004 | Electric Blanket    | Llarga durada (mai publicat oficialment)       | Island Records |
| 2005 | Soma Holiday        | Llarga durada (sobre la versió indie del 2000) | Independent    |
| 2006 | Bridges for Burning | Curta durada                                   | Independent    |